# Таблиця (елемент GUI)

Приклад таблиці

Таблиця (англ. grid view, англ. datagrid, англ. grid,англ. table) — елемент графічного інтерфейсу користувача, що забезпечує табличний вигляд даних. 
Зазвичай таблиці забезпечують наступне:
- Натисканням заголовку стовпця змінюється порядок сортування даних у таблиці (не у всіх реалізаціях елементу);
- Можливість зміни розмірів клітинок перетягуванням їх країв;
- Редагування даних в таблиці;
- Розділювачі рядків і стовпців;
- Зміна фону клітинок.

Деякі програмні бібліотеки розрізняють grid та datagrid.
Елемент таблиця схожий на віджет електронна таблиця (англ. spreadsheet). Останній забезпечує можливість здійснення обчислень в середині клітинок. Звичайний же елемент GUI таблиця (grid view), зазвичай, не передбачає такої функції.